# Geely Icon
La Geely Icon è un'autovettura prodotta dalla casa automobilistica cinese Geely dal 2020.

## Descrizione
L'auto è stata anticipata dalla concept car ICON SUV Concept presentata al Salone dell'Auto di Pechino 2018.
L'auto è stata progettata nel centro stile Geely Design a Shanghai sotto la guida del head designer del Guy Burgoyne. L'Icon è stata presentata in versione definitiva a inizio 2020 attraverso un evento in streaming online a causa della pandemia di COVID-19 occorsa in quel momento in Cina. Proprio a causa dell'epidemia, l'auto è stata dotata di un sistema di purificazione dell'aria intelligente certificato N95. Il sistema funziona in tandem con l'aria condizionata, per isolare ed eliminare microrganismi nocivi presenti nell'aria dell'abitacolo come batteri e virus.
Sul lato tecnico la vettura è un classico crossover SUV compatto a 5 porte, con disposizione del motore e della trazione anteriore, con in opzione quella integrale. Il pianale su cui viene costruita è la piattaforma BMA. Sul fronte meccanico la Icon monta un propulsore di derivazione Volvo 1,5 litri benzina turbocompresso a tre cilindri abbinato a una trasmissione DCT a 7 velocità.
L'auto è fornito di un sistema di assistenza alla guida di livello 2, coadiuvato da 12 radar a ultrasuoni, radar a onde millimetriche e cinque telecamere. È dotata di cruise control adattivo, assistenza al mantenimento della corsia, frenata automatica emergenza con riconoscimento dei pedoni, sistema di parcheggio automatico attraverso delle telecamera a 360 gradi.